# Zombi (novela)
Zombi es una novela de la escritora estadounidense Joyce Carol Oates, publicada en 1995 por la editorial E. P. Dutton. La trama sigue la historia de Quentin, un asesino en serie y sadista sexual que secuestra hombres y les realiza cirugías caseras para intentar crear un "zombi", que él define como un esclavo que lo ame sin reparos y satisfaga cada una de sus apetencias. La obra está inspirada en la vida de Jeffrey Dahmer.
El texto se encuentra dividido en 57 capítulos pequeños y está narrado desde el punto de vista de Quentin, a manera de un diario. Posee además dibujos creados por el protagonista que se intercalan con la narración.
La obra fue adaptada al teatro por Bill Connington, quien además interpretó el papel de Quentin. La pieza contó con la dirección de Thomas Caruso.

## Argumento
Quentin es un hombre de 31 años que trabaja como cuidador de una pensión en la que se alojan estudiantes extranjeros y que tiempo atrás fue acusado de abuso sexual por un chico de doce años. Sus familiares y su terapeuta creen que está teniendo progresos notorios en su intento por rehacer su vida, pero no saben que Quentin lleva años secuestrando hombres jóvenes y llevándolos al sótano de la pensión, donde los tortura, abusa sexualmente de ellos y entierra sus cadáveres en tumbas clandestinas. Todo esto lo hace en su intento por crear un "zombi", que concibe como un esclavo sexual  que lo obedezca en todo. Quentin cree que la clave para crear uno es realizarles lobotomías con un picahielo a sus víctimas, proceso que siempre fracasa y termina en sus muertes, lo que lleva a Quentin a reanudar la búsqueda de nuevos "especímenes".

## Recepción

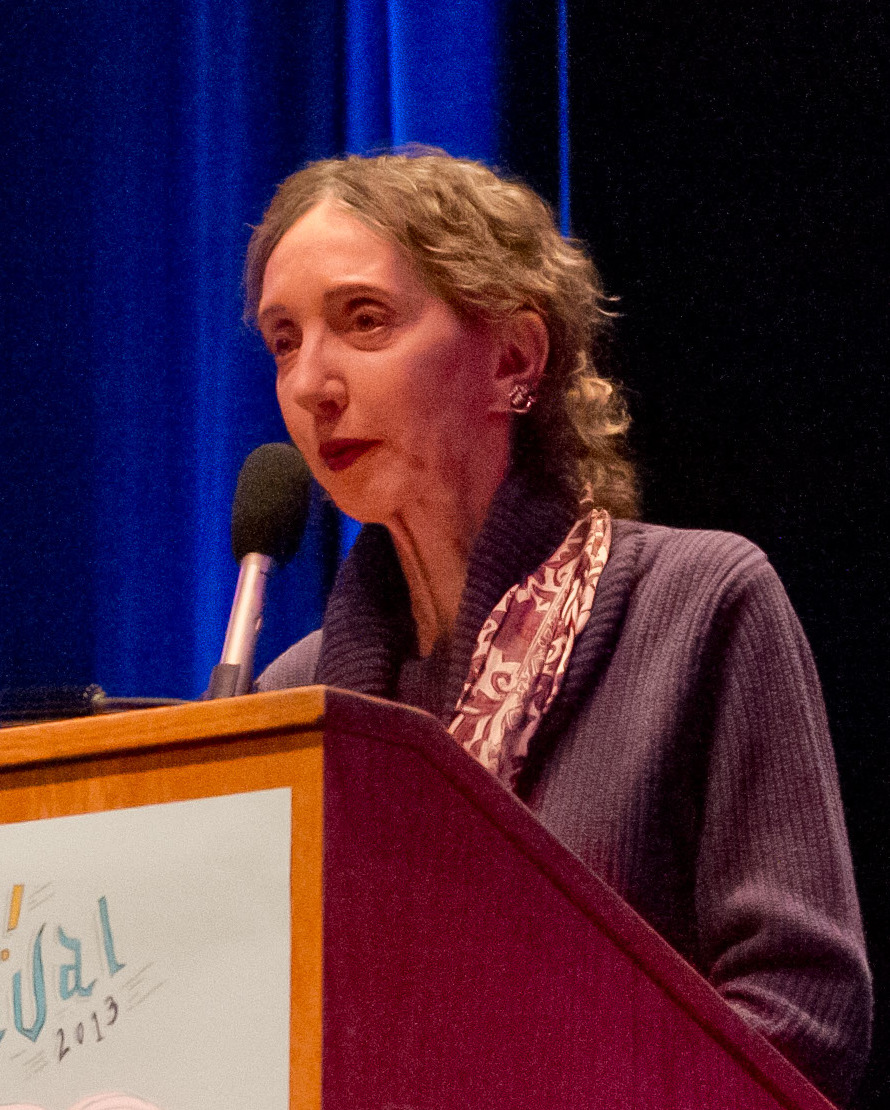
Joyce Carol Oates en 2013

La obra ganó la edición de 1995 del Premio Bram Stoker en la categoría mejor novela. En un artículo de 2015 de la revista Publishers Weekly, la escritora Amelia Gray la ubicó en el primer lugar de su lista de los mejores "libros oscuros".
La reseña del Chicago Tribune recordó la tendencia de Oates de tratar temas controversiales en su escritura y aseveró que, en el caso de Zombi, lo había hecho de una forma aún más exitosa que en sus obras anteriores, aunque también señaló que era claro que la novela "consternará y seguramente ofenderá muchos lectores con su imperturbable exposición de la depravación humana". Michael Harris, escribiendo para el Los Angeles Times, afirmó que, a pesar de que las ficciones sobre asesinos en serie se han vuelto un cliché, Oates "le devuelve su impacto". La reseña del crítico estadounidense Steven Marcus, para el diario The New York Times, fue más negativa en su apreciación, calificando el texto como "tedioso", "repetitivo" y "no lo suficientemente convincente".